# Индийцы в Малайзии
Индийцы в Малайзии — граждане Малайзии индийского происхождения. Почти все они — потомки индийских иммигрантов, приехавших в страну в качестве работников во времена, когда и Малайзия и Индия были британскими колониями.

## История

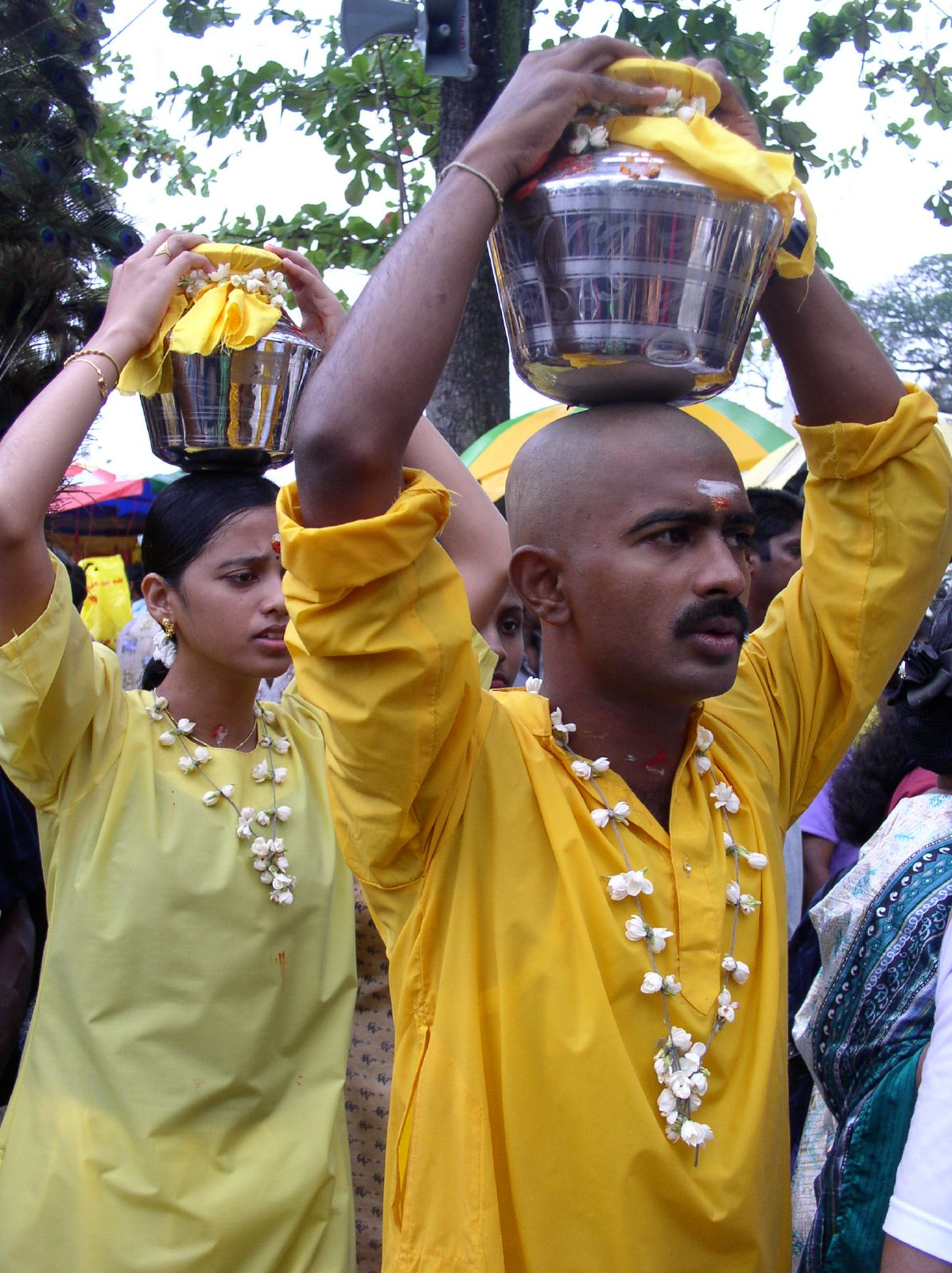
Малайские тамилы на праздновании праздника Тайпусам

Индийцы посещали территорию полуострова Малакка и соседние с ней территории как минимум с XI века в качестве мореплавателей и торговцев.
В начале XX века малайским плантациям требовалась рабочая сила, что и способствовало миграции большого количества людей. Тем не менее, не все индийцы работали на плантациях, часть их была работниками полиции, мелкими чиновниками и бизнесменами (особенно в сфере текстильного бизнеса). Серьёзным ударом по дальнейшей миграции стало закрытие каучуковых плантаций, они в большинстве своём уступили место плантациям чая и масличной пальмы. По данным на 1947 год около 85 % индийских мигрантов составляли тамилы, 14 % составляли другие выходцы с юга Индии: телугу и малаяли.
После объявления страной независимости довольно большая часть индийского населения предпочла вернуться домой, однако значительная часть всё же осталась. Серьёзной проблемой по-прежнему остаётся экономическая отсталость индийского населения страны по сравнению с малайцами и китайцами. Доля людей, получивших высшее образование также ниже среди индийцев, чем среди двух других основных этнических групп страны.

## Наши дни

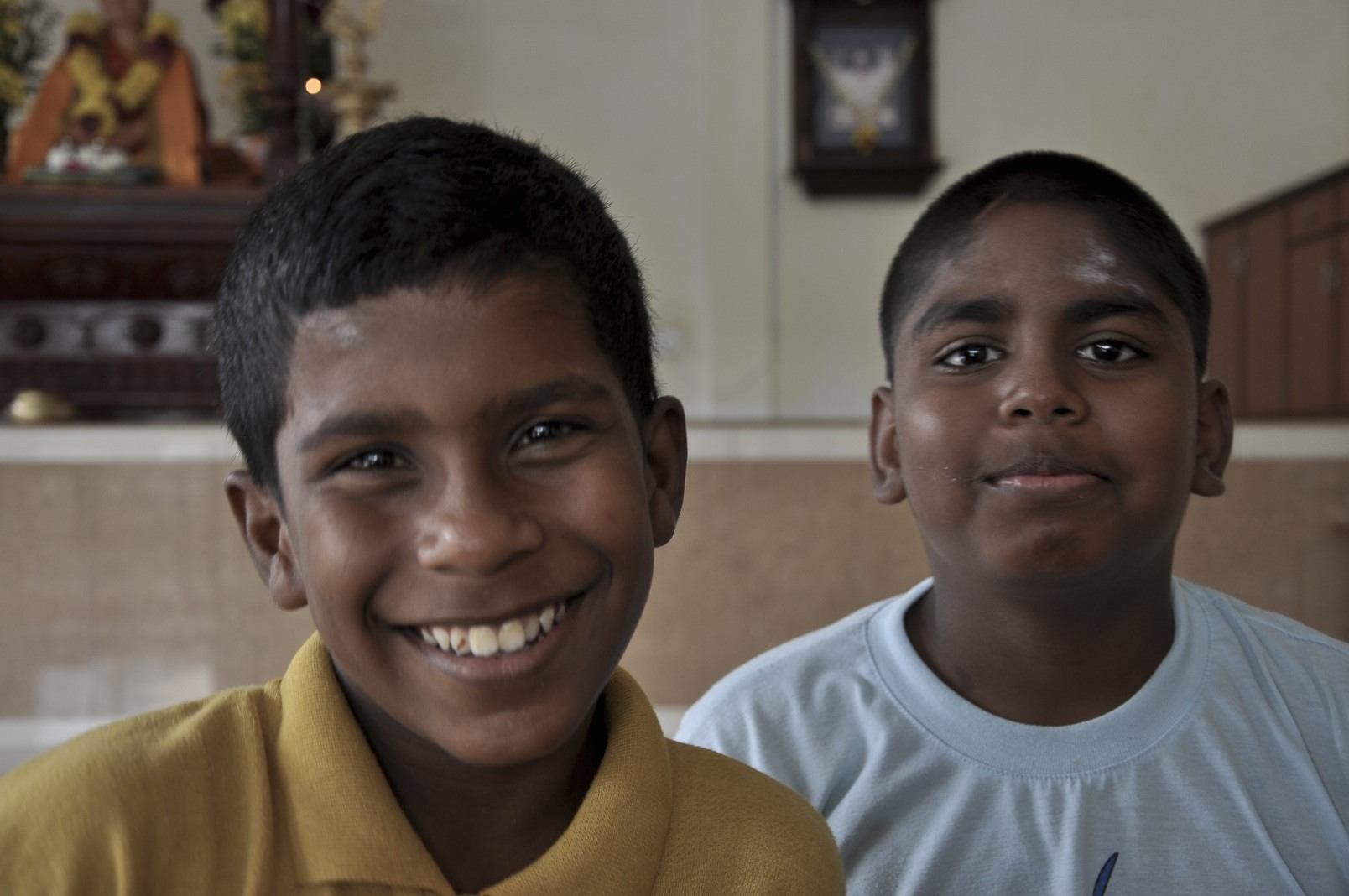
Малайские дети тамильского происхождения

Под индийцами следует понимать не только выходцев с территории современной Индии, но и тамилов со Шри-Ланки, и пенджабцев с территорий современного Пакистана. На сегодняшний день индийцы — третья по численности этническая группа страны после малайцев и китайцев, составляют около 8 % от общего населения Малайзии (около 2,2 млн человек). Почти 80 % всех индийцев — лица тамильского происхождения.

## Язык
В отличие от соседнего Сингапура, где доля индийцев тоже не столь уж высока, тамильский язык не имеет в Малайзии официального статуса. Тем не менее язык имеет довольно стабильное положение в тамильской среде, особенно в сельской местности. В крупных городах многие образованные тамилы полностью перешли на английский, в меньшей степени наблюдается переход на малайский.